# Totó la Momposina
Sonia Bazanta Vides (Talaigua Nuevo, 1 augustus 1940), beter bekend als Totó la Momposina, is een Colombiaans zangeres van Afro-Colombiaanse en inheemse afkomst. Ze is gespecialiseerd in de cumbia, een stijl die elementen bevat van Afro-Colombiaanse, inheems Colombiaanse en Spaanse muziek. In 2013 ontving ze de Latin Grammy Lifetime Achievement Award.

## Leven en werk
Totó la Momposina groeide op in een muzikale familie. Haar vader was drummer en haar moeder was zangeres en danseres. Bovendien woonde in haar dorpje een ervaren zangeres die haar zangles gaf. Totó la Momposina reisde jarenlang langs de Colombiaanse kust om zoveel mogelijk te leren over de regionale muziek en dans. 
In 1967 begon ze een eigen band, Totó La Momposina y Sus Tambores, waarmee ze binnen en buiten Colombia optrad. In 1982 trad ze op tijdens de uitreiking van de Nobelprijs voor Literatuur aan Garcia Marquez. Daarna verhuisde ze naar Parijs, waar ze geschiedenis van dans studeerde aan de Universiteit van Sorbonne. In die periode nam ze haar eerste album op. Ze keerde daarna terug naar Colombia, en reisde door de regio en naar Cuba om meer over muziek te leren.
In 1991 werd la Momposina door Peter Gabriel uitgenodigd om op te treden op zijn WOMAD Festival. Ze bracht haar tweede album uit bij Peter Gabriel's platenlabel Real World Records.
La Momposina bracht daarna diverse albums uit en ging verschillende keren op wereldtournee. Ze werkte samen met onder andere Lila Downs en Calle 13. La Momposina beperkte zich niet tot de traditionele elementen van de cumbia, zoals zang, percussie en dans, maar gebruikte ook andere instrumenten in haar muziek, zoals gitaar, saxofoon en gaita (een soort doedelzak). Daarnaast verwerkte ze ook andere stijlen in haar muziek, zoals bolero, son en rumba.
Totó la Momposina won verschillende prijzen in Europa en de Verenigde Staten. Critici prezen haar zang- en danstalent en haar krachtige stem. Muziektijdschrift Songlines noemde haar "de koningin van de cumbia".
In 2022 deelden Momposina's familie en management mee dat ze met pensioen zou gaan.

## Gebruik van Totó's werk (selectie)
- Twee songs van Totó's album La Candela Viva werden gebruikt voor de soundtrack van de film Jungle 2 Jungle (1997).[9]
- Haar song "Curura" werd gesampled door Timbaland & Magoo in de song Indian Flute (2003).
- Haar songs "Curura" en "El Pescador" werden gesampled door Michel Cleis in de song La Mezcla. La Mezcla werd een hit in Nederland en Vlaanderen.[10][11]
- Haar song "La Verdolaga" werd gesampled door Jay-Z in de song Blue's Freestyle/We Family (2017).[12]
- Haar song "Curura" werd gesampled door Major Lazer featuring J Balvin in de song Que Calor (2019).[13]

## Prijzen en nominaties (selectie)
- 2000: Latin Grammy Award nominatie in de categorie Best Folk Album voor het album Pacantó
- 2002: Latin Grammy Award nominatie in de categorie Best Traditional Tropical Album voor het album Pacantó
- 2006: WOMEX Lifetime Achievement Award[14]
- 2009: Latin Grammy Award nominatie in de categorie Best Traditional Tropical Album voor het album La Bodega
- 2011: Latin Grammy Award in de categorie Record of the Year voor Latinoamerica (van Calle 13 feat. Totó la Momposina en Susana Baca)
- 2011: Latin Grammy Award in de categorie Song of the Year voor Latinoamerica (van Calle 13 feat. Totó la Momposina en Susana Baca)
- 2013: Latin Grammy Award in de categorie Lifetime Achievement Award
- 2014: Latin Grammy Award nominatie in de categorie Best Folk Album voor het album El Asunto
- 2015: Grammy Award nominatie in de categorie Best Tropical Latin Album voor het album El Asunto[15]
- 2019: Songlines Award nominatie in de categorie Americas[16]

## Discografie
- Colombia – Totó La Momposina y sus Tambores (1984)
- La Candela Viva ( 1992)
- Carmelina (1995)
- Pacantó (2000)
- Gaitas y Tambores (2002)
- La Bodega (2009)
- El Asunto (2014)
- Tambolero (2015)
- Oye Manita (2018)